# Selección de fútbol sub-23 del Senegal
La Selección de fútbol sub-23 de Senegal, conocida también como la Selección olímpica de fútbol de Senegal, es el equipo que representa al país en Fútbol en los Juegos Olímpicos y en el Campeonato Africano Sub-23; y es controlada por la Federación Senegalesa de Fútbol.

## Estadísticas

### Torneo CAF U-23
| Récord | Récord   | Récord | Récord | Récord | Récord | Récord | Récord | Récord |
| Año    | Ronda    | Pos.   | J      | G      | E      | P      | GF     | GC     |
| ------ | -------- | ------ | ------ | ------ | ------ | ------ | ------ | ------ |
| 2011   | 4º Lugar | 4      | 5      | 2      | 0      | 3      | 3      | 5      |
| Total  | 1/1      | -      | 5      | 2      | 0      | 3      | 3      | 5      |

### Juegos Olímpicos
| Sede/Año | Resultado             | J                     | G                     | E                     | P                     | GF                    | GC                    |              |
| -------- | --------------------- | --------------------- | --------------------- | --------------------- | --------------------- | --------------------- | --------------------- | ------------ |
| 1896     | véase selección mayor | véase selección mayor | véase selección mayor | véase selección mayor | véase selección mayor | véase selección mayor | véase selección mayor |              |
| 1900     | véase selección mayor | véase selección mayor | véase selección mayor | véase selección mayor | véase selección mayor | véase selección mayor | véase selección mayor |              |
| 1904     | véase selección mayor | véase selección mayor | véase selección mayor | véase selección mayor | véase selección mayor | véase selección mayor | véase selección mayor |              |
| 1908     | véase selección mayor | véase selección mayor | véase selección mayor | véase selección mayor | véase selección mayor | véase selección mayor | véase selección mayor |              |
| 1912     | véase selección mayor | véase selección mayor | véase selección mayor | véase selección mayor | véase selección mayor | véase selección mayor | véase selección mayor |              |
| 1920     | véase selección mayor | véase selección mayor | véase selección mayor | véase selección mayor | véase selección mayor | véase selección mayor | véase selección mayor |              |
| 1924     | véase selección mayor | véase selección mayor | véase selección mayor | véase selección mayor | véase selección mayor | véase selección mayor | véase selección mayor |              |
| 1928     | véase selección mayor | véase selección mayor | véase selección mayor | véase selección mayor | véase selección mayor | véase selección mayor | véase selección mayor |              |
| 1932     | véase selección mayor | véase selección mayor | véase selección mayor | véase selección mayor | véase selección mayor | véase selección mayor | véase selección mayor |              |
| 1936     | véase selección mayor | véase selección mayor | véase selección mayor | véase selección mayor | véase selección mayor | véase selección mayor | véase selección mayor |              |
| 1948     | véase selección mayor | véase selección mayor | véase selección mayor | véase selección mayor | véase selección mayor | véase selección mayor | véase selección mayor |              |
| 1952     | véase selección mayor | véase selección mayor | véase selección mayor | véase selección mayor | véase selección mayor | véase selección mayor | véase selección mayor |              |
| 1956     | véase selección mayor | véase selección mayor | véase selección mayor | véase selección mayor | véase selección mayor | véase selección mayor | véase selección mayor |              |
| 1960     | véase selección mayor | véase selección mayor | véase selección mayor | véase selección mayor | véase selección mayor | véase selección mayor | véase selección mayor |              |
| 1964     | véase selección mayor | véase selección mayor | véase selección mayor | véase selección mayor | véase selección mayor | véase selección mayor | véase selección mayor |              |
| 1968     | véase selección mayor | véase selección mayor | véase selección mayor | véase selección mayor | véase selección mayor | véase selección mayor | véase selección mayor |              |
| 1972     | véase selección mayor | véase selección mayor | véase selección mayor | véase selección mayor | véase selección mayor | véase selección mayor | véase selección mayor |              |
| 1976     | véase selección mayor | véase selección mayor | véase selección mayor | véase selección mayor | véase selección mayor | véase selección mayor | véase selección mayor |              |
| 1980     | véase selección mayor | véase selección mayor | véase selección mayor | véase selección mayor | véase selección mayor | véase selección mayor | véase selección mayor |              |
| 1984     | véase selección mayor | véase selección mayor | véase selección mayor | véase selección mayor | véase selección mayor | véase selección mayor | véase selección mayor |              |
| 1988     | véase selección mayor | véase selección mayor | véase selección mayor | véase selección mayor | véase selección mayor | véase selección mayor | véase selección mayor |              |
| 1992     | No clasificó          | No clasificó          | No clasificó          | No clasificó          | No clasificó          | No clasificó          | No clasificó          | No clasificó |
| 1996     | No clasificó          | No clasificó          | No clasificó          | No clasificó          | No clasificó          | No clasificó          | No clasificó          | No clasificó |
| 2000     | No clasificó          | No clasificó          | No clasificó          | No clasificó          | No clasificó          | No clasificó          | No clasificó          | No clasificó |
| 2004     | No clasificó          | No clasificó          | No clasificó          | No clasificó          | No clasificó          | No clasificó          | No clasificó          | No clasificó |
| 2008     | No clasificó          | No clasificó          | No clasificó          | No clasificó          | No clasificó          | No clasificó          | No clasificó          | No clasificó |
| 2012     | Cuartos de final      | 4                     | 1                     | 2                     | 1                     | 6                     | 6                     |              |
| Total    | 1/25                  | 4                     | 1                     | 2                     | 1                     | 6                     | 6                     |              |